# هنري بنتلي
هنري بنتلي (بالإنجليزية: Henry Bentley)‏ (19 فبراير 1782 - 18 سبتمبر 1857) هو لاعب كريكت بريطاني (وحمل سابقاً جنسية المملكة المتحدة لبريطانيا العظمى وأيرلندا ومملكة بريطانيا العظمى).